# تراب (مقاطعة إسلام آباد غرب)
تراب (بالفارسية: تراب) هي قرية تقع في قسم حومة الجنوبي الريفي (مقاطعة إسلام آباد غرب) في إيران. يقدر عدد سكانها بـ 322 نسمة .